# Louslitges
Louslitges é uma comuna francesa na região administrativa de Occitânia, no departamento de Gers. Estende-se por uma área de 12,03 km². Em 2010 a comuna tinha 66 habitantes (densidade: 5,5 hab./km²).